# 水上苦竹寺
23°26′00″N 120°25′02″E / 23.433368°N 120.417244°E
水上苦竹寺，是位於臺灣嘉義縣水上鄉柳林村的觀音寺，與彌陀禪寺（嘉義市東區）、半天岩紫雲寺並稱為嘉義城外三大古剎。

## 建物沿革
水上苦竹寺草創於乾隆十五年（1750年）。寺名由來有兩種神話：一說佛祖在寺前外圍柳樹幹題詞「柳樹茂盛一片林，茫茫散野無人耕，苦修金色觀音竹，十多餘年護眾生」，住僧取第三句頭尾兩字作寺名；另一說為乾隆修建時，取材福建省的福杉浮現「柳子林、苦竹」字樣，而據此命名。
此寺觀音像原由水上崎子頭（古名「內溪洲庄」）村民黃乾所奉祀。乾隆五十一年（1786年），林爽文事件時，天地會侵攻內溪洲庄，恐慌的庄民紛拜觀音祈禱佛佑，待莊勇抵抗多日後，天地會撤退，於是民眾感恩神護，鄉耆黃政、黃山海、黃枝蓮等倡議於水上鄉柳子村45號現址重建。
咸豐八年（1858年），寺宇傾圮，由嘉義街紳士郭海捐資配合庄民募資重修。日治時期明治卅七年（1904年）水堀頭區區長黃靖卿與附近信徒募得1600圓進行重修，但後來明治卅九年（1906年）3月17日發生的梅山大地震導致苦竹寺嚴重受創，黃靖卿再次發起募款，募得2千多圓後於明治四十二年（1909年）再次重修。
1966年開始重建，至1978年完成重建。建物分兩進，前殿主祀觀音，後殿供三寶佛。大殿兩側有寮房、客廳、倉庫等，皆是平房建築。今占地約一公頃。

## 文化資產
1960年代改建時，於大殿地下處挖掘出一尊底座刻有「康熙壬子年」的虎爺像。

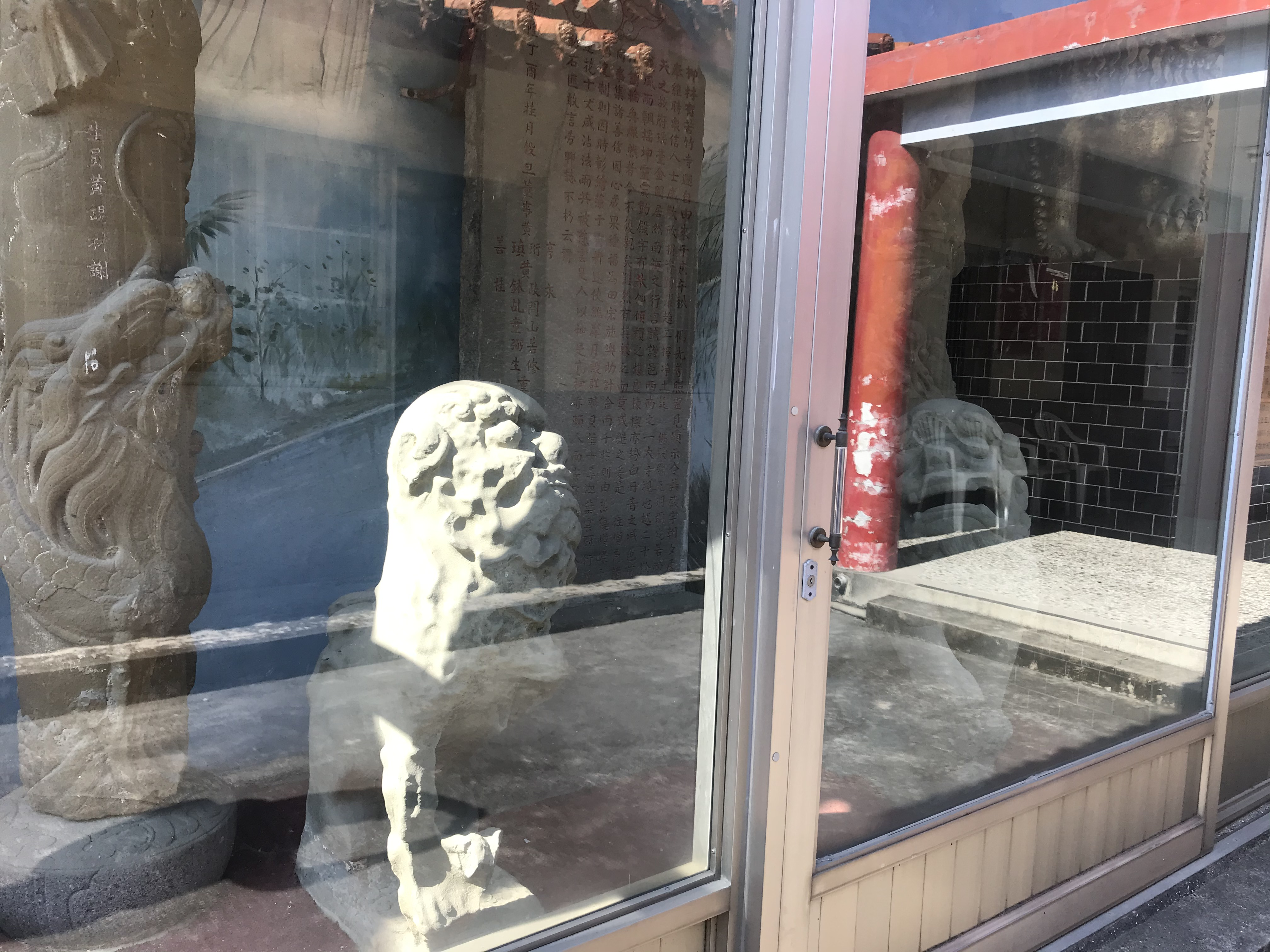
龍柱、石獅、乾隆四十二年古碑、葉王狻猊金爐

寺方在1960年代改建時也將一對龍柱、一對石獅、石碑等古物置於寺內露天迴廊中。鄉老傳說這對石獅常在晚上到廟前廣埕蹓躂，但一隻的腳在修廟時撞壞。1979年記者張潔珍報導這造型的石獅頗具趣味，她在璿宿上天宮、定光佛廟有見過類似的，此母獅雖已風化十分嚴重，不過幼獅尚存。至1988年時新聞時，幼獅已失蹤多年。
安置在寺身右側、以狻猊為外貌的金紙爐為咸豐二年（1852年）所製。尺寸高一百零五公分、長一百公分、寬七十五公分。過去廟牆有洞相通，前往拜拜的信眾就將金紙丟進，今已停止使用，洞也封閉。一旁有乾隆四十二年（1777年）的古碑。爾後，此狻猊金爐及寺方的獅首缽式平底爐、獅首缽式三足爐經雲林科技大學教授曾永寬團隊考據和科學檢驗，證實為葉王的漆陶作品，在2018年10月3日完成公告為嘉義縣文化資產一般古物。

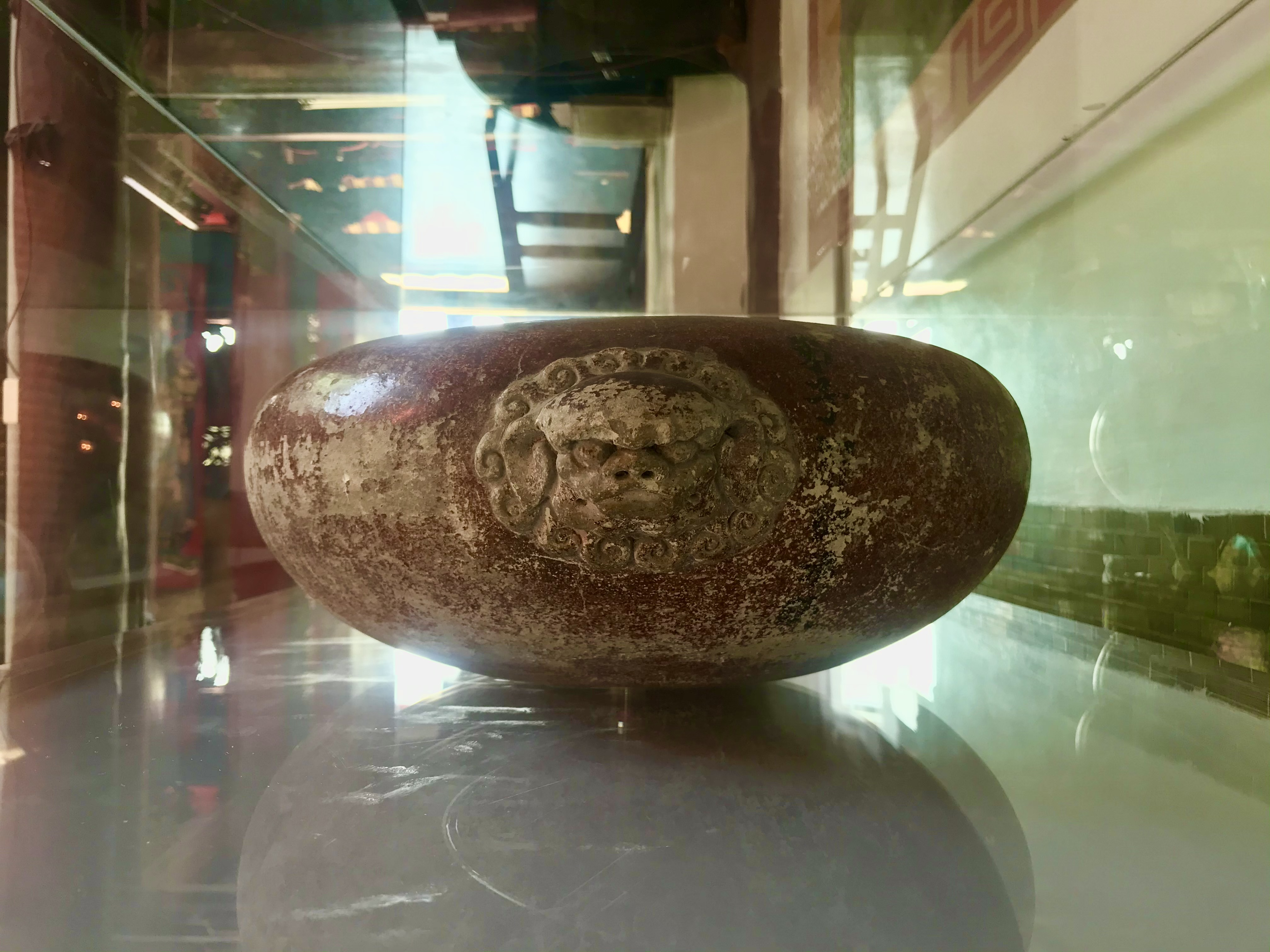
葉王獅首缽式平底爐

## 信仰活動
在地方信仰地位上，苦竹寺與嘉義市東區的彌陀禪寺、嘉義縣番路鄉半天岩紫雲寺並稱為嘉義城外三大古剎。
苦竹寺也是柳林村民共同信仰中心。農曆二月十九觀音菩薩聖誕，會於柳林、柳鄉二村進行遊庄，此外農曆元月初一至三日與浴佛節皆有祭祀活動。
廟方的觀音像曾借給天理教嘉義東門教會供奉。
1973年5月30日，當寺旁在興建水池時，廟柱與壁畫的龍出現不明紅色液體，引起各地群眾認為是龍出血的神蹟而前往，警方調查是鋼筋銹水。